# Lower Brailes
Lower Brailes – wieś w Anglii, w Warwickshire. Leży 20 km od miasta Stratford-upon-Avon, 26,2 km od miasta Warwick i 116,9 km od Londynu. W 2015 miejscowość liczyła 1020 mieszkańców.